# 直隆志
直 隆志（なお たかし、1958年 - 2018年1月5日）は松魂塾2代目塾長。民族主義者。
鹿児島県徳之島出身。18歳で上京し、1979年2月26日、松魂塾の結成に参加。日教組襲撃事件や花柳幻舟事務所襲撃事件で懲役刑を受ける。西郷隆盛や坂本龍馬を尊敬。